# Ямниця (Малопольське воєводство)
Ямниця (пол. Jamnica) — село в Польщі, у гміні Камйонка-Велика Новосондецького повіту Малопольського воєводства.
Населення — 779 осіб (2011).
У 1975-1998 роках село належало до Новосондецького воєводства.

## Демографія
Демографічна структура станом на 31 березня 2011 року:
|          | Загалом | Допрацездатний вік | Працездатний вік | Постпрацездатний вік |
| -------- | ------- | ------------------ | ---------------- | -------------------- |
| Чоловіки | 394     | 83                 | 279              | 32                   |
| Жінки    | 385     | 93                 | 229              | 63                   |
| Разом    | 779     | 176                | 508              | 95                   |